# Daniel Albrecht
Daniel Albrecht (ur. 25 maja 1983 w Fiesch) – szwajcarski narciarz alpejski, trzykrotny medalista mistrzostw świata oraz czterokrotny medalista mistrzostw świata juniorów.

## Kariera
Po raz pierwszy na arenie międzynarodowej pojawił się 7 grudnia 1998 roku w Lermoos, gdzie w zawodach FIS Race zajął 69. miejsce w gigancie. W 2001 roku wystartował na mistrzostwach świata juniorów w Verbier, zajmując szesnaste miejsce w slalomie. Jeszcze dwukrotnie startował na imprezach tego cyklu, najlepsze wyniki osiągając na rozgrywanych w 2003 roku mistrzostwach świata juniorów w Briançonnais, gdzie zwyciężył w gigancie (ex aequo em), kombinacji, zjeździe, a w slalomie był drugi.
W zawodach Pucharu Świata zadebiutował 28 stycznia 2003 roku w Schladming, gdzie nie ukończył slalomu. Pierwsze pucharowe punkty wywalczył 12 marca 2003 roku w Lillehammer, zajmując 27. miejsce w zjeździe. Na podium zawodów tego cyklu po raz pierwszy stanął 14 marca 2007 roku w Lenzerheide, kończąc zjazd na drugiej pozycji. W zawodach tych rozdzielił Norwega Aksela Lunda Svindala i Austriaka Christopha Grubera. Łącznie dziewięć razy stawał na podium, odnosząc cztery zwycięstwa: 29 listopada 2007 roku w Beaver Creek był najlepszy w superkombinacji, a 2 grudnia 2007 roku w Beaver Creek, 26 października 2008 roku w Sölden i 21 grudnia 2008 roku w Alta Badia wygrywał giganty. Najlepsze wyniki osiągnął w sezonie 2007/2008, kiedy zajął siódme miejsce w klasyfikacji generalnej, a w klasyfikacji kombinacji był trzeci.
W 2007 roku wystąpił na mistrzostwach świata w Åre, zdobywając złoty medal w superkombinacji, która rozgrywana po raz pierwszy na zawodach tego cyklu (do 2007 rozgrywano kombinację). Wyprzedził tam Austriaka Benjamina Raicha i swego rodaka, Marca Berthoda. Na tej samej imprezie był też drugi w gigancie, plasując się za Svindalem, a przed kolejnym Szwajcarem, Didierem Cuche'em. Ponadto wspólnie z kolegami i koleżankami z reprezentacji wywalczył również brązowy medal w zawodach drużynowych. Brał też udział w igrzyskach olimpijskich w Turynie w 2006 roku, gdzie zajął czwarte  miejsce w kombinacji. Walkę o medal przegrał tam z Austriakiem Rainerem Schönfelderem o 0,06 sekundy. Na tych igrzyskach wystąpił także w gigancie i slalomie, jednak obu konkurencji nie ukończył.
Podczas treningu do zjazdu na trasie w Kitzbühel 22 stycznia 2009 roku Szwajcar uległ ciężkiemu wypadkowi. Przy prędkości 140 km/h stracił kontrolę nad nartami i po przeleceniu około 35-40 metrów w powietrzu spadł na plecy i stracił przytomność. Został przez lekarzy w szpitalu wprowadzony w stan śpiączki farmakologicznej, z której został wybudzony po trzech tygodniach leczenia w Austrii. Do rywalizacji wrócił w sezonie 2010/2011, jednak nie osiągał takich wyników jak przed wypadkiem. W listopadzie 2012 roku, podczas treningu przed zjazdem w Lake Louise, Albrecht odniósł kontuzję, doznając zwichnięcia rzepki i zerwania więzadła krzyżowego. W 2013 roku zakończył karierę.

## Osiągnięcia

### Igrzyska olimpijskie
| Miejsce | Dzień     | Rok  | Miejscowość | Konkurencja | Czas biegu | Strata | Zwycięzca      |
| ------- | --------- | ---- | ----------- | ----------- | ---------- | ------ | -------------- |
| 4.      | 14 lutego | 2006 | Turyn       | Kombinacja  | 3:09,35    | +1,38  | Ted Ligety     |
| DNF1    | 20 lutego | 2006 | Turyn       | Gigant      | 2:35,00    | -      | Benjamin Raich |
| DNF2    | 25 lutego | 2006 | Turyn       | Slalom      | 1:43,14    | -      | Benjamin Raich |

### Mistrzostwa świata
| Miejsce | Dzień     | Rok  | Miejscowość  | Konkurencja     | Czas biegu | Strata  | Zwycięzca          |
| ------- | --------- | ---- | ------------ | --------------- | ---------- | ------- | ------------------ |
| 30.     | 16 lutego | 2003 | Sankt Moritz | Slalom          | 2:45,93    | +4,18   | Ivica Kostelić     |
| 7.      | 3 lutego  | 2005 | Bormio       | Kombinacja      | 3:19,10    | +2,27   | Benjamin Raich     |
| 30.     | 9 lutego  | 2005 | Bormio       | Gigant          | 2:50,41    | +6,91   | Hermann Maier      |
| DNF1    | 12 lutego | 2005 | Bormio       | Slalom          | 1:41,34    | -       | Benjamin Raich     |
| 1.      | 8 lutego  | 2007 | Åre          | Superkombinacja | 2:28,99    | -       | -                  |
| 2.      | 14 lutego | 2007 | Åre          | Gigant          | 2:19,64    | +0,48   | Aksel Lund Svindal |
| DNF1    | 17 lutego | 2007 | Åre          | Slalom          | 1:57,33    | -       | Mario Matt         |
| 3.      | 18 lutego | 2007 | Åre          | Drużynowo       | 18 pkt     | +21 pkt | Austria            |

### Mistrzostwa świata juniorów
| Miejsce | Dzień     | Rok  | Miejscowość  | Konkurencja | Czas biegu | Strata     | Zwycięzca               |
| ------- | --------- | ---- | ------------ | ----------- | ---------- | ---------- | ----------------------- |
| 24.     | 8 lutego  | 2001 | Verbier      | Gigant      | 2:08,79    | +3,19      | Hannes Reiter           |
| 16.     | 9 lutego  | 2001 | Verbier      | Slalom      | 1:25,72    | +3,12      | Stefan Kogler           |
| 22.     | 27 lutego | 2002 | Tarvisio     | Zjazd       | 1:26,85    | +1,94      | Adam Cole               |
| 5.      | 28 lutego | 2002 | Tarvisio     | Supergigant | 1:25,02    | +0,73      | Peter Fill              |
| 5.      | 2 marca   | 2002 | Tarvisio     | Slalom      | 1:30,46    | +1,31      | Steven Nyman            |
| 5.      | 3 marca   | 2002 | Tarvisio     | Kombinacja  | 11,77 pkt  | +25,07 pkt | Aksel Lund Svindal      |
| 1.      | 4 marca   | 2003 | Briançonnais | Zjazd       | 1:09,49    | -          | -                       |
| 8.      | 5 marca   | 2003 | Briançonnais | Supergigant | 1:17,10    | +0,87      | François Bourque        |
| 1.      | 7 marca   | 2003 | Briançonnais | Gigant      | 2:02,72    | -          | Ex aequo Mario Scheiber |
| 2.      | 8 marca   | 2003 | Briançonnais | Slalom      | 1:33,74    | +0,33      | Marc Berthod            |
| 1.      | 8 marca   | 2003 | Briançonnais | Kombinacja  | 2,01 pkt   | -          | -                       |

### Puchar Świata

#### Miejsca w klasyfikacji generalnej
- sezon 2004/2005: 53.
- sezon 2005/2006: 50.
- sezon 2006/2007: 27.
- sezon 2007/2008: 7.
- sezon 2008/2009: 20.
- sezon 2010/2011: 140.
- sezon 2011/2012: 152.

#### Miejsca na podium w zawodach
1. Lenzerheide – 14 marca 2007 (zjazd) – 2. miejsce
2. Beaver Creek – 29 listopada 2007 (superkombinacja) – 1. miejsce
3. Beaver Creek – 2 grudnia 2007 (gigant) – 1. miejsce
4. Adelboden – 5 stycznia 2008 (gigant) – 2. miejsce
5. Wengen – 11 stycznia 2008 (superkombinacja) – 2. miejsce
6. Chamonix – 27 stycznia 2008 (superkombinacja) – 3. miejsce
7. Bormio – 15 marca 2008 (gigant) – 2. miejsce
8. Sölden – 26 października 2008 (gigant) – 1. miejsce
9. Alta Badia – 21 grudnia 2008 (gigant) – 1. miejsce